# Zieten (Adelsgeschlecht)

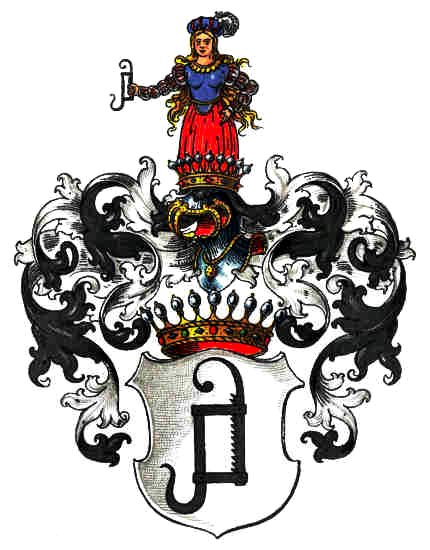
Wappen der Grafen von Zieten („schwarzer“ Stamm)

Zieten ist der Name eines havelländischen Uradelsgeschlechts aus dem Stammhaus Groß-Zieten nahe Kremmen.

## Geschichte
Als erster nachweisbarer Vertreter ist Jacob von Zieten im Jahre 1300 urkundlich erwähnt. Seit dem 15. Jahrhundert trat das Geschlecht in einem „roten“ und einem „schwarzen“ Stamm mit leicht unterschiedlichen Wappen auf.
Stammsitze waren Dechtow im Havelland (ab 1490 anteilig, ab 1735 ganz) und Wustrau im Ruppiner Land (ab 1590 anteilig, ab 1766 ganz). Der 1852 gestiftete Fideikommiss Wustrau ging 1854 nach dem Tod des Grafen Friedrich von Zieten auf seine Nichte Caroline Albertine Luise von Zieten (1806–1853) und ihren Ehemann Wilhelm Ludwig von Schwerin, Herr auf Hohenbrünzow, Janow, Landskron, Neuendorf, Bartow und Strehlow, über. Ihr jüngerer Sohn, Albert Graf von Zieten-Schwerin, wurde 1859 in den preußischen Grafenstand nach dem Recht der Erstgeburt (Primogenitur) aus je adliger Ehe erhoben mit Namen- und Wappenvereinigung „Zieten-Schwerin“, nur für den jeweiligen Besitzer von Wustrau, während die nicht zum Fideikommiss gelangten Nachkommen weiterhin Namen und Wappen „von Schwerin“ führen. Aus der Hauptlinie Wustrau entwickelte um 1630 eine Linie Wildberg mit Lögow I heraus. Lögow I und Wildberg war zuletzt im Eigentum des Hauptmanns Hans-Joachim von Zieten-Wildberg (1909–1943). Das Gut führte dann bis zur Bodenreform seine Witwe Renate, geborene Freiin von Fritsch (1912–2000).

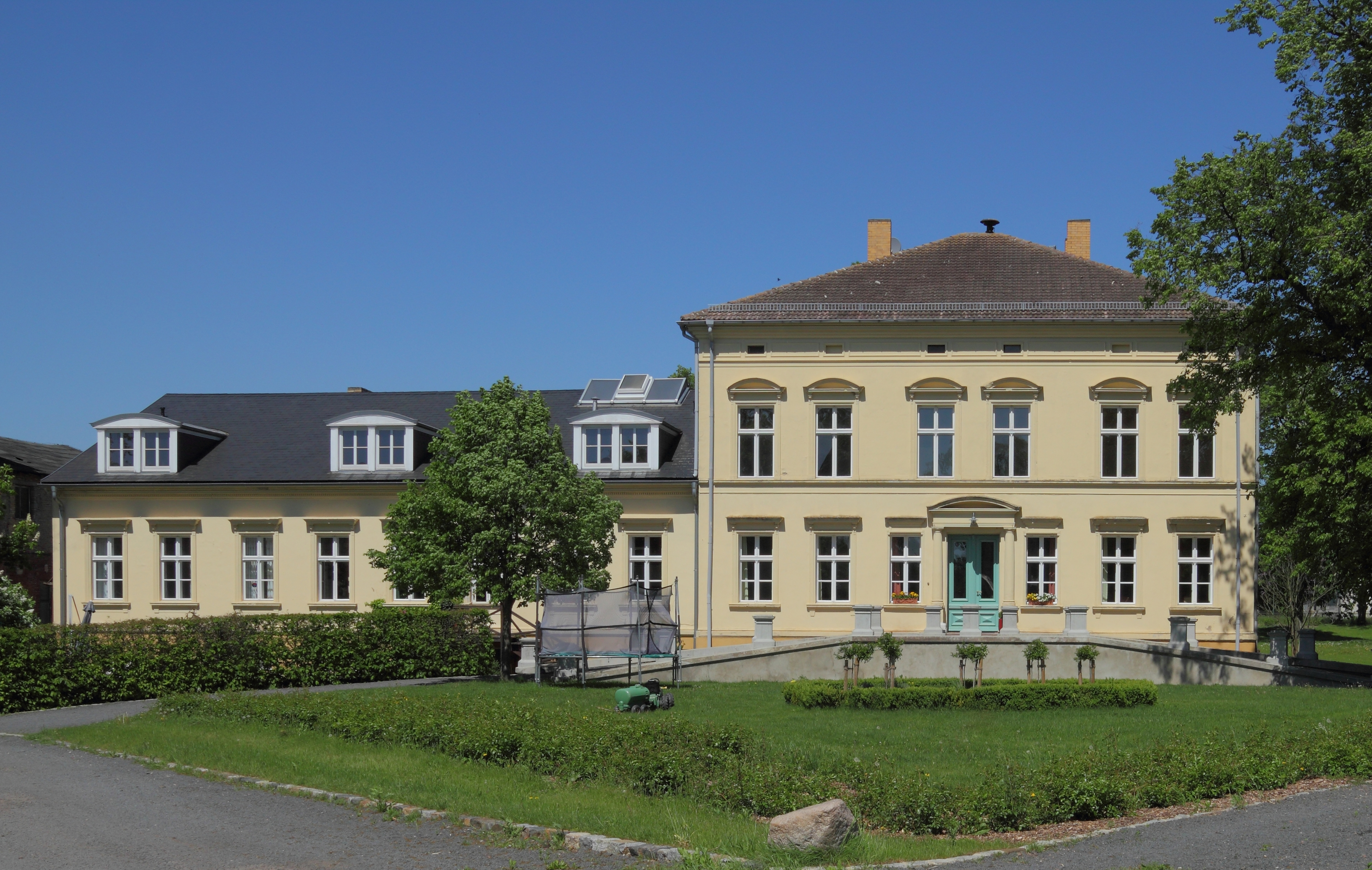
Dechtow
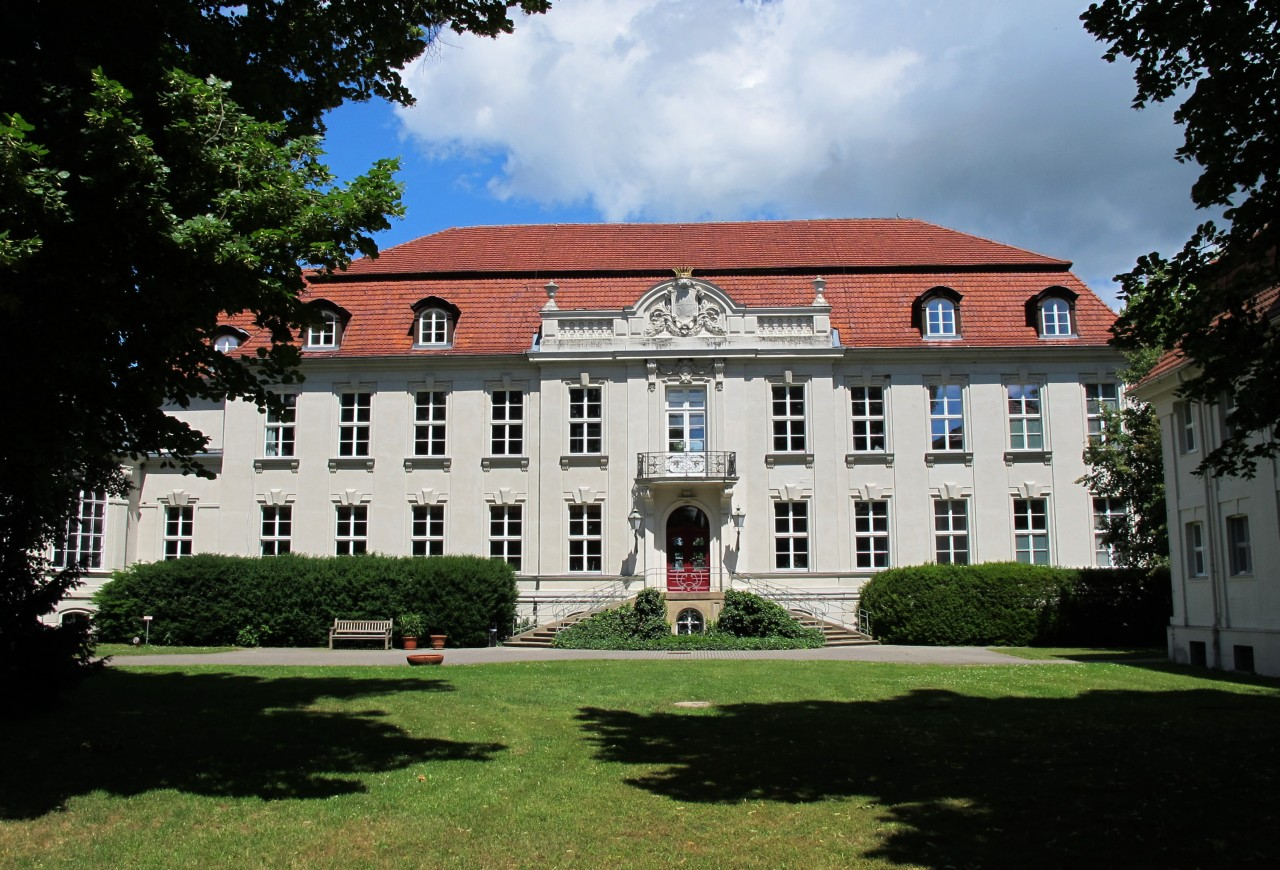
Wustrau

Ein weiteres Adelsgeschlecht besteht unter dem Namen „von Ziethen“. Es geht auf Ludwig Zieten zurück, den nichtehelichen, 1816 legitimierten Sohn des Majors Joachim Balthasar von Zieten, der 1838 unter dem Namen von Ziethen geadelt wurde.

### Standeserhöhungen
Der „schwarze“ Stamm wurde am 3. September 1817 in den preußischen Grafenstand erhoben, der „rote“ Stamm am 15. Oktober 1840. Beide gräfliche Linien sind erloschen. Eine gräfliche Linie von Zieten-Schwerin geht auf Albert von Schwerin zurück, der als Adoptivsohn des königlich-preußischen Landrats Friedrich Graf von Zieten 1859 den preußischen Grafenstand erhielt.

## Wappen
- „Schwarzer“ Stamm: In Silber ein schwarzer Kesselhaken. Auf dem Helm mit schwarz-silbernen Decken eine wachsende, rot-gekleidete Jungfrau mit einem grünen Eichenkranz im wallenden Haar, in der Rechten den Kesselhaken haltend.
- „Roter“ Stamm: In Silber ein roter Kesselhaken. Auf dem Helm mit rot-silbernen Decken eine wachsende, rot-gekleidete Jungfrau mit wallendem Haar, in der Rechten einen grünen Eichenkranz.
- Von Zieten-Schwerin: Das Wappen ist geviert. Das erste und das vierte Feld enthalten in Silber schräglinks einen roten Kesselhaken (von Zieten), das zweite und dritte Feld in Silber eine rote Raute (von Schwerin). Zwei Helme, auf dem rechten eine Jungfrau mit grünem Eichenkranz in der Hand, auf dem linken drei Straußenfedern (in Rot, Silber und Rot), belegt mit je einer Raute in verwechselter Farbe.
- Von Ziethen: In Silber aus schwarzem Schildfuß hervorwachsend eine rot-bekleidete Jungfrau mit wallendem Haar, in der Rechten einen grünen Eichenkranz haltend. Auf dem Helm mit schwarz-silbernen Decken ein roter Steighaken.

## Bekannte Familienmitglieder

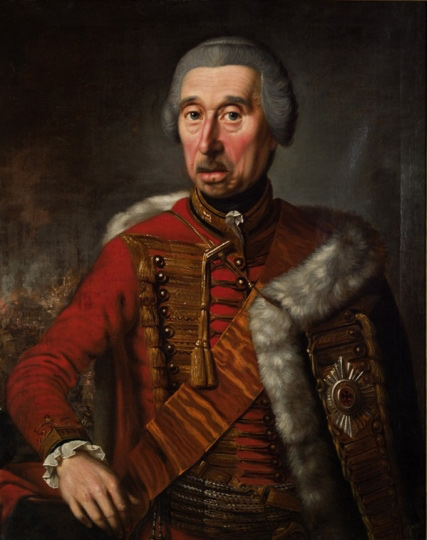
Hans Joachim von Zieten (1699–1786): Im Militärdienst des preußischen Königs Friedrich II. zeichnete sich der Husarenoffizier mehrfach durch später legendär gewordene Leistungen aus. Im 19. und 20. Jahrhundert, insbesondere in der Zeit des Wilhelminismus, wurden oft Straßen, Plätze und andere Anlagen nach ihm benannt.

- Johann Anton von Zieten (1640–1690), preußischer Generalmajor, Gouverneur von Minden
- Hans Joachim von Zieten (1699–1786), preußischer Kavalleriegeneral im Dienste Friedrichs des Großen, Kommandeur der Zieten-Husaren
- Hans Sigismund von Zieten (1704–1758), preußischer Generalmajor
- Christian Wilhelm von Zieten (1706–1778), preußischer Generalmajor und Chef des Infanterieregiments Nr. 43
- Friedrich Christian Ludwig von Zieten (1765–1854), von 1800 bis 1841 Landrat des Ruppinschen Kreises
- Hans Ernst Karl von Zieten (1770–1848), preußischer Generalfeldmarschall, Kommandeur der Oberschlesischen Kavalleriebrigade unter Blücher
- Carl August Friedrich von Zieten (1784–1844), deutscher Militär, Theaterschauspieler und Opernsänger (Tenor), siehe Carl August Friedrich Liberati
- Otto von Zieten (1747–1817), preußischer Generalleutnant, Gouverneur von Königsberg
- Otto von Zieten (1786–1850), preußischer Generalleutnant
- Albert Graf von Zieten-Schwerin (1835–1922), Gutsbesitzer und Mitglied des preußischen Staatsrats
- Anni von Zieten-Wildberg (1906–1989), Filmproduzentin bei der DEFA